# Дезидериус Ратот
Дезидериус, Дезидерий (I) Ратот (умер после 1308 года) — венгерский барон и военный, который служил в качестве ишпана графств Боршод и Гемер на рубеже 13-14 веков. Он был предком знатных семей Каплаи (или Серкеи) и Феледи.

## Семья
В исторических документах его также называли Дезидериус Слепой (венг. Vak Dezső). Он родился во влиятельном и знатном клане Ратот. Сын магистра Леустаха II. Его дедом был Доминик I Ратот, который был убит в битве с монголами при Мохи в 1241 году. У Дезидериуса был брат Роланд II (? — 1307), крупный барон так называемой феодальной анархии, служивший палатином Венгрии.
Дезидериус Ратот женился на дочери Иштвана Акоша, влиятельного олигарха из Северной Венгрии, чья другая дочь была женой Беке Борши. Эти браки установили прочные отношения и союз между тремя родами. У Дезидериуса Ратота было три сына:
- Бенедикт, был женат на Маргарет Телегди, который стал первым членом семьи Каплаи (также Серкеи), которая позже разделилась на две другие ветви (Лорантфи и Дезефи) и процветала до начала XVI века[3].
- Ладислав, предок семьи Феледи[4]
- Миклош II, у которого был сын Ладислав (родился в 1361 году и умер, не оставив наследников) и дочь Елизавета[3].

## Жизнь и карьера
Дезидерий впервые появился в исторических документах в 1275 году . Во время политического кризиса 1280 года король Венгрии Ласло IV принял новые законы против куманов (половцев) под давлением католической церкви. Однако многие куманы решили покинуть Венгрию вместо того, чтобы подчиниться требованиям папского легата Филиппа. По пути к границе они разорили и разграбили множество поселений и поместий. Дезидерий, его брат Роланд и два его двоюродных брата, Ратольд II и Миклош успешно защищали цистерцианский монастырь в Эгресе (современный Игриш в Румынии). После этого Дезидерий и несколько других членов клана Ратот участвовали в королевских военных походах против половцев. Дезидерий присутствовал при осаде замка Геде (современный Ходеев, Словакия), где в середине 1281 года укрывался Финта Аба, поднявший восстание против королевской власти. Он также сражался против куманов в битве на озере Ход (недалеко от современного города Ходмезёвашархей) в 1282 году. Вполне вероятно, что у него были прочные отношения со своим будущим тестем Иштваном Акошем, который также участвовал в этих столкновениях.
К 1290-м годам, когда королевская власть была сильно ослаблена, Иштван Акош основал провинцию, которая лежала в основном в графствах Боршод и Гемер, и фактически самостоятельно управлял своим доминионом в эпоху феодальной анархии. Дезидерий служил в качестве испана графства Гемер, по крайней мере, с 1290 года. Он занимал эту должность, вероятно, до 1304 года. Одновременно он был также сделан ишпаном графства Боршод около 1299 года. Дезидерий занимал этот пост даже в 1308 году. Поскольку оба графства управлялись Иштваном Акошем, вполне вероятно, что Дезидерий принадлежал к его семье и руководил административными делами территорий по поручению своего тестя. Политически он был скорее связан с кланом Акош, чем со своими кровными родственниками, которые правили комитатами Ноград и Хевеш под руководством двоюродного брата Дезидерия, Доминика II Ратота. Дезидерий проживал в Серке (современный Ширковце, Словакия) в комитате Гёмер. Он построил там замок иногда в 1290-х или 1300-х годах. Ему была дарована деревня Хети от Иштвана Акоша и его сыновей в 1304 году. Первоначально поселение было заложено в комитате Боршод, но после передачи оно было административно перенесено в комитат Гемер. Дезидерий стал владельцем Хидегкут (сегодня Студена, Словакия) по контракту.
После пресечения династии Арпадов в 1301 году, Дезидерий Ратот поддержал притязания принца Вацлава Чешского во время гражданской войны вместе со своими родственниками. Дезидерий присутствовал на свадьбе своего шурина Иштвана Акоша-Младшего и иностранной (баварской или чешской) принцессы в феврале 1303 года в Диошдьоре. Следуя политической ориентации своего тестя Иштвана Акоша, Дезидерий принес клятву верности другому претенденту Карлу Роберту Анжуйскому где-то между 1304 и 1307 годами. Дезидерий присутствовал на сейме в Ракоше 10 октября 1307 года, который подтвердил притязания Карла Роберта на венгерский престол. Дезидерий Ратот в последний раз упоминался как живой в документе, датированном 11 июля 1308 года.